# Ependes (Vaud)
Ependes – miejscowość i gmina (commune) w zachodniej Szwajcarii, w kantonie Vaud, w okręgu (district) Jura-Nord vaudois. 

## Demografia
W Ependes mieszkają 372 osoby. W 2021 roku 14,5% populacji gminy stanowiły osoby urodzone poza Szwajcarią.

## Transport
Przez teren gminy przebiega autostrada A1.